# Fannia columbiana
Fannia columbiana är en tvåvingeart som beskrevs av Chillcott 1961. Fannia columbiana ingår i släktet Fannia och familjen takdansflugor.
Artens utbredningsområde är British Columbia. Inga underarter finns listade i Catalogue of Life.